# A lánc
A lánc (eredeti címe: Black Snake Moan) 2006-os amerikai filmdráma, írta és rendezte Craig Brewer. Főszereplője Samuel L. Jackson, további szerepekben Christina Ricci és Justin Timberlake. A film címe az 1927-es Blind Lemon Jefferson című számra utal. A történet, a rendező elmondása szerint George Eliot 1861-es regényén, a Silas Marner-en alapszik.
A film zenéje és részben mondanivalója a „Mississippi Delta Blues” szövegeire támaszkodik. A filmben a színes bőrű szereplők az amerikai déli tájegység dialektusát beszélik.

## Cselekménye
A film két főszereplője Lazarus (Samuel L. Jackson), egy mélyen vallásos farmer és valamikor blues-gitáros, és Rae (Christina Ricci), egy fiatal nimfomániás.
Lazarus bátyja és felesége viszonyba kezdtek, ezért a felesége elhagyja Lazarust. Rae barátja, Ronnie (Justin Timberlake) belép a nemzeti gárdához (1960th Field Artillery Brigade, Tennessee National Guard). Ronnie távozása után Rae promiszkuitása megmutatkozik, mindenkivel ingyen lefekszik, aki az útjába kerül. Cserébe drogokat fogad el, amit elsősorban afroamerikai barátja, Tehronne ad neki.
Rae egyik kábult időszaka alatt Ronnie barátja, Gill (Michael Raymond-James) megpróbálja kihasználni az alkalmat, amikor a lányt hazafelé fuvarozza, azonban Rae kineveti kis férfiassága miatt, emiatt Gill szó szerint kirúgja az autójából és magára hagyja a magatehetetlen lányt.
Lazarus másnap reggel felfedezi az út szélén fekvő öntudatlan és sérült lányt és beviszi a házába. Lazarus gyógyszert szerez, mivel a lány erősen köhög, és hideg vizes kádba teszi, hogy lemenjen a láza (ez ellen a lány hevesen tiltakozik).
Lazarus felkeresi Tehronne-t, mert azt gondolja, hogy ő verte össze a lányt. Óvatos kérdezősködése alapján kiderül, hogy Tehronne a maga módján szereti a lányt, és sohasem bántaná. Kiderül, hogy a lány promiszkuitásban szenved.
Rae a következő napokban a láztól bódult állapotban megpróbál elmenni, máskor pedig kikezd Lazarussal. Lazarus ezért egy erős vaslánccal a radiátorhoz kötözi (ami annyira hosszú, hogy a lánynak szabad mozgást biztosít a házban).
Amikor Rae magához tér a láz okozta bódulatból, Lazarus közli vele, hogy az ő vallási feladata a lányt kigyógyítani a bűnből, és addig nem engedi el, amíg ez sikerül neki.
Rae néhányszor megpróbál megszökni, de a lánc miatt ez lehetetlen. A környéken senki nem lakik, a ház önmagában áll.
Lazarus megfelelő ruhát vásárol neki (kezdetben a lányon csak bugyi és trikó van).
Lazarus közeli barátja és lelki tanácsadója, R.L. (John Cothran Jr.) egy alkalommal felfedezi, hogy Lazarus egy lányt tart láncra verve a házban. R.L. Lazarus-szal, majd a lánnyal is beszél, később közösen megvacsoráznak.
Eközben Ronnie váratlanul visszatér a városba, miután a nemzeti gárdától elbocsátották alkalmatlanság miatt (ugyanis éles helyzetben nem tudja a fegyverét használni). Ezt Gill-lel közli a kocsmában.
Ronnie felfedezi, hogy Rae eltűnt a közös otthonukból. Haverja, Gill azt mondja neki, hogy Rae mindenkivel lefeküdt, még vele is.
Ronnie emiatt megverekszik Gill-lel, elviszi a kocsiját és a lány keresésére indul.
Lazarus közben elengedi Rae-t, leveszi róla láncot, mivel úgy gondolja, hogy nincs joga továbbra is hatalmat gyakorolni fölötte. Rae nem megy el rögtön, hanem azt kéri Lazarustól, hogy gitározzon neki, amit ő meg is tesz.
Később közösen elmennek az ivóba, ahol nagy tömeg várja, hogy Lazarus és alkalmi zenekara játsszon nekik, amit Lazarus meg is tesz. A lány jól érzi magát, nem érzi szükségét, hogy bárkivel is lefeküdjön. Ronnie arca egy pillanatra feltűnik az ablakban, de nem megy be az ivóba.
Lazarus és Rae másnap elmennek a városba (itt Lazarus rendszeresen árulja a saját maga által termelt zöldségeket a teherautója lenyitott platójáról). Rae felkeresi anyját, aki egy szupermarketben dolgozik és kérdőre vonja, miért nem tett semmit, amikor őt kiskorában valaki szexuálisan molesztálta (erről Rae bevillanó, homályos emlékképei tanúskodnak). Anyja durván elutasítja, erre Rae egy felmosórúddal támad rá, végül Lazarus kiviszi a lányt a boltból.
Eközben kint Lazarus udvarolni kezd Angélának, a patikusnak (S. Epatha Merkerson), aki elénekel neki egy dalt.
Hazamenve Rae azt kéri Lazarustól, hogy mielőtt ő elmegy, játsszon neki a gitárján, amit Lazarus meg is tesz. Rae kis bátorítás után énekével kíséri a dalt. Ekkor váratlanul feltűnik Ronnie egy pisztollyal, és abban a hiszemben van, hogy a lányt az alkalmi barátjával találta meg. Lazarus azonban nem ijed meg tőle, végül Ronnie leereszti a fegyvert. Lazarus áthívja a lelkipásztort, aki mindkét fiatalt arról kérdezi, hogyan akarják folytatni az életüket. Rae elmondja, hogy hibázott, de szereti Ronnie-t, ezért nem akarja, hogy elhagyja őt. Ronnie azt mondja, hogy Rae jobb emberré tette őt, ezért nem haragszik rá.
Elhatározzák, hogy összeházasodnak.
Az esküvőről elhajtva Ronnie-n pánikroham tör ki, amikor két kamion halad a kocsijuk közelében, ezért megállnak. Rae is majdnem visszaesik, de egy kis énekléssel mindkettejüket megnyugtatja.
A film közben többször megjelenik Son House (archív filmfelvételeken), és a férfi-nő kapcsolatról beszél, illetve ennek a blues zenéhez való vonatkozásáról.

## Szereposztás
| Karakter         | Színész               | Magyar hang     |
| ---------------- | --------------------- | --------------- |
| Lazarus          | Samuel L. Jackson     | Barbinek Péter  |
| Rae              | Christina Ricci       | Zsigmond Tamara |
| Ronnie           | Justin Timberlake     | Hujber Ferenc   |
| Angela           | S. Epatha Merkerson   | Illyés Mari     |
| R.L. tiszteletes | John Cothran          | Pálfai Péter    |
| Tehronne         | David Banner          | Kapácsy Miklós  |
| Gill             | Michael Raymond-James | Dányi Krisztián |
| Rose Woods       | Adriane Lenox         |                 |
| Sandy            | Kim Richards          |                 |
| Lincoln          | Neimus K. Williams    |                 |
| Deke Woods       | Leonard L. Thomas     |                 |
| Mayella          | Ruby Wilson           | Némedi Mari     |
| Bojo             | Claude Phillips       | Palóczy Frigyes |
| Jesse            | Amy Lavere            |                 |
| Kell             | Clare Grant           |                 |
| Batson           | Jeff Pope             |                 |
| Charlie          | Charles 'Skip' Pitts  |                 |
| Pinetop          | Willie Hall           |                 |
| Gene             | John Malloy           |                 |
| Archie           | T.C. Sharpe           |                 |

## A film készítése
A film kedvéért Jackson napi 6-7 órát gyakorolt fél éven keresztül, hogy megtanulja gitáron játszani a filmben elhangzó blues dalokat.
Ricci tényleg egy 18 kilós láncot viselt a film során, és csak táplálékszegény ételeket fogyasztott, hogy a szerepnek megfelelő, betegesen vékony alakja legyen. Elmondta az Entertainment Weekly-nek, hogy a forgatások szünetében is abban a hiányos öltözetben volt. „Sam [Jackson] azt mondta: »Vegyél fel valamit!« Én azonban így válaszoltam: »Nem, ezt nem érted, Most fontos, hogy így legyek.«”

## Kritikai értékelések
A kritikák vegyesek voltak.
2010. június 22-ig a Rotten Tomatoes 65%-ra értékelte 150 kritika alapján, az átlag 6,3 volt a 10-ből. A Metacritic az átlagos 52 pontot adta neki a lehetséges 100-ból, 34 kritika alapján.
Kevin Smith filmkészítő az At the Movies – Ebert & Roeper című tévés műsorban a filmről úgy nyilatkozott, mint az év legjobb filmje. Smith dicsérte Ricci és Jackson játékát. Ricci szerinte a legjobb alakítást nyújtotta, és Jacksonnak is ez volt a legjobb filmje a Ponyvaregény (1994) óta. Richard Roeper kritikus szintén jónak értékelte a filmet. Matt Glasby a Film4-től ugyanakkor csak 1 csillagot adott a lehetséges 5-ből.
A filmet a feministák azért kritizálták, mert szexuális erőszakot jelenít meg, bár ez a filmben semmilyen formában nem jelenik meg, csak a lány viselkedése rendhagyó.
Peter Travers szerint (a Rolling Stone-tól) „az év legrosszabb szoft-pornó alkotása”.

## Bevételek
A 2007. március 2-i nyitás hétvégéjén az USA-ban 4 millió USD-t szedett össze, ezzel azon a héten a 8. volt.

## Marketing
2008 áprilisában Christina Ricci így kommentálta a film plakátját:
Az a mód, ahogy a plakát a megalázott nőt ábrázolja, kiábrándító és felháborító, a legrosszabb, ami a karrierem során történt velem. A marketinges főnökök a főiskolás fiúkat célozták meg ezzel, hogy megnézzék a filmet.

## Filmzene
A film zenéje Black Snake Moan címmel jelent meg 2007. január 30-án. Kiadója a New West Records. Az albumon különböző előadók játszanak, köztük három dalban Jackson is közreműködik. A 17 dal között található klasszikus és modern blues is.
Az album dalainak listája:
1. Opening Theme – szerző: Scott Bomar, hossz: 0:38
2. Ain't But One Kind of Blues – szerző: Son House, hossz: 0:11
3. Just Like a Bird Without a Feather – szerző: Samuel L. Jackson, hossz: 2:22
4. When the Lights Go Out – szerző: The Black Keys, hossz: 3:13
5. Standing in My Doorway Crying – szerző: Jessie Mae Hemphill, hossz: 4:40
6. Chicken Heads – szerző: Bobby Rush, hossz: 2:32
7. Black Snake Moan – szerző: Jason Freeman, hossz: 4:04
8. Morning' Train – szerző: Precious Bryant, hossz: 3:00
9. The Losing Kind – szerző: John Doe (zenész), hossz: 2:33
10. Lord Have Mercy on Me – szerző: Outrageous Cherry, hossz: 3:04
11. Ronnie and Rae's Theme – szerző: Scott Bomar, hossz: 1:08
12. The Chain – szerző: Scott Bomar, hossz: 2:50
13. Alice Mae – szerző: Samuel L. Jackson, hossz: 3:48
14. Stack-o-lee – szerző: Samuel L. Jackson, hossz: 3:30
15. Old Black Mattie – szerző: R. L. Burnside, hossz: 4:10
16. That's Where the Blues Started – szerző: Son House, hossz: 0:21
17. Mean Ol' Wind Died Down – szerző: North Mississippi Allstars, hossz: 7:31

### Az album fogadtatása
Az albumot a kritikusok és a közönség is jól fogadta.

### Kritikai értékelések
Glenn Gaslin a Moving Pictures Magazine-tól rövidet ismertette és dicsérte az albumot: „Az album mindenkit boldoggá tesz, aki szereti a bluest.”
Chad Grischow az IGN-től hosszasan értékelte a lemezt, végül úgy értékelte: „érdemes meghallgatni, mert jól adja vissza a Dél édes blues hangulatát”.

2007. február 16-i cikkében Sarah Linn a Sound the Sirens Magazintól a befejező bekezdésben így írt:
Az album a 17 dalával azt adja mindenkinek, legyen az blues-rajongó vagy sem, amit a blues megtestesít: az emberi küzdelmet. Földhözragadt és spirituális, lehangoló és reménykeltő, minden dal a régi blues-ra támaszkodik, amit Son House, „A delta blues atyja” így foglalt össze: »Néha ettől a fajta bluestól egymásnak estek... itt kezdődik a blues.«

James B. Eldred a Bullz-Eye.com-tól így foglalta össze kedvező kritikáját:
Blues rajongók, indie rockerek, és azok, akik imádják Jacksont, vegyék meg ezt az albumot. Nem csak azt bizonyítja, hogy a filmek egyik kemény fiúja énekelni is tud, hanem nagyszerű bevezetés a blues világába, klasszikus és modern értelemben egyaránt.

### Kereskedelmi helyzet
2008 május 20-án az Amazon.com az albumot a 8894. helyre sorolta a zenei kategóriában. A blues kategórián belül a 91. volt a „Regional Blues”, és 13. a „Delta Blues” alkategóriában.

## Fordítás
Ez a szócikk részben vagy egészben  a   Black Snake Moan (film) című angol Wikipédia-szócikk fordításán alapul.  Az eredeti cikk szerkesztőit annak laptörténete sorolja fel. Ez a jelzés csupán a megfogalmazás eredetét és a szerzői jogokat jelzi, nem szolgál a cikkben szereplő információk forrásmegjelöléseként.